# Selección de rugby de Guyana
La selección de rugby de Guyana es la selección nacional de rugby de ese país.
El equipo que está regulado por la Federación Guyanesa comenzó a jugar en 1961 en un triangular contra Jamaica y Trinidad y Tobago. Hoy en día, compite anualmente en el campeonato de Rugby Americas North, a la vez que nunca logró clasificar a la fase final de la Copa del Mundo.

## Palmarés
- Caribbean Championships (1): 1966
- RAN Championship (1): 2014[2][3]

## Participación en copas
| - no ha clasificado - Caribbean Championships 1966: Campeón - Caribbean Championships 1967: ? - Caribbean Championships 1969: 3.º puesto - Caribbean Championships 1971: ? - Caribbean Championships 1975: ? - Caribbean Championships 1979: ? - Caribbean Championships 1981: ? - Caribbean Championships 1983: ? - Caribbean Championships 1985: ? - Caribbean Championships 1993: ? - Caribbean Championships 1996: ? - Caribbean Championships 1997: ? - Caribbean Championships 1999: ? | - NACRA Championship 2001: 7.º puesto - NACRA Championship 2005: 2.º en el grupo - NACRA Championship 2008: 2.º puesto - NACRA Championship 2011: 2.º puesto - NACRA Championship 2012: 2.º puesto - NACRA Championship 2013: 2.º en el grupo - NACRA Championship 2014: Campeón invicto - NACRA Championship 2015: 2.º en el grupo - RAN Championship 2016: 2.º puesto - RAN Championship 2017: 2.º puesto - RAN Championship 2018: no participó - RAN Championship 2019: semifinalista - Americas Rugby Challenge 2018: 4.º puesto (último) - Torneo Triangular 1961: 2.º puesto - Torneo Triangular 1962: 3.º puesto |